# Učitelj
Učitelj, nastavnik, profesor ili odgajatelj (odgojitelj) je stručna osoba visokih radnih, obrazovnih i etičkih kvaliteta osposobljena za rad u vrtiću, školi ili na fakultetu za određen predmet. 
Suvremeni učitelj je organizator i voditelj nastavnoga procesa, koordinator i mentor, motivator, ravnopravni suradnik i dr. Njegova primarna uloga je učenicima biti od pomoći u razvoju svih njihovih fizičkih i psihičkih potencijala i pomoć u dostizanju najboljih mogućih ishoda učenja.
Suvremeni zahtjevi i dalje afirmiraju pojedince kao kreativce i inicijatore, ali sada se više traži ekipni rad učitelja. Učitelji se stalno profesionalno usvršavaju, kako bi što bolje odgovorili novim zahtjevima društva.